# Aloe inermis
Aloe inermis es una especie de planta suculenta perteneciente a la familia Xanthorrhoeaceae. Es endémica de Somalia.

## Descripción
Es una planta 	que forma pequeños grupos; los tallos alcanzan un tamaño de 30 cm de largo, oblicuo ascendentes. Hojas lanceoladas, de 12-16, 20-25 x 5-7 cm, se propagan horizontalmente  o recurvados, de color gris o pardusco-verde con una capa cerosa y suave, los márgenes enteros,  redondeados, borde cartilaginosos. Las inflorescencias con hasta 15 ramas extendidas, a 40 cm de altura; en forma de racimos alargados, oblicuas, de 15 cm de largo, laxas; brácteas 3-4 x 2-3 mm, pedicelos 4-6 mm de largo. Flores de color rojo oscuro o rosa con flor de cera visible,  perianto 24-28 mm de largo, 7 mm de diámetro del ovario, tépalos externos libres de 7 mm. Anteras exertas 2-3 mm. Estilo exerto 3-4 mm. Pardusco Ovario, 5 x 2 mm.

## Distribución
Se distribuye por Somalia, Omán, arabia Saudita y Yemen.

## Taxonomía
Aloe inermis fue descrita por Peter Forsskål y publicado en Fl. Aegypt.-Arab. 74 1775.